# Oberstaufen Cup 1994
L'Oberstaufen Cup 1994 è stato un torneo di tennis facente parte della categoria ATP Challenger Series nell'ambito dell'ATP Challenger Series 1994. Il torneo si è giocato a Oberstaufen in Germania dal 18 al 24 luglio 1994 su campi in terra rossa.

## Vincitori

### Singolare
Bohdan Ulihrach ha battuto in finale  Hicham Arazi con il punteggio di 6–2, 6–0

### Doppio
Joshua Eagle /  Kirk Haygarth hanno battuto in finale  Álex López Morón /  Massimo Valeri con il punteggio di 6–3, 6–2